# Geleidestrook

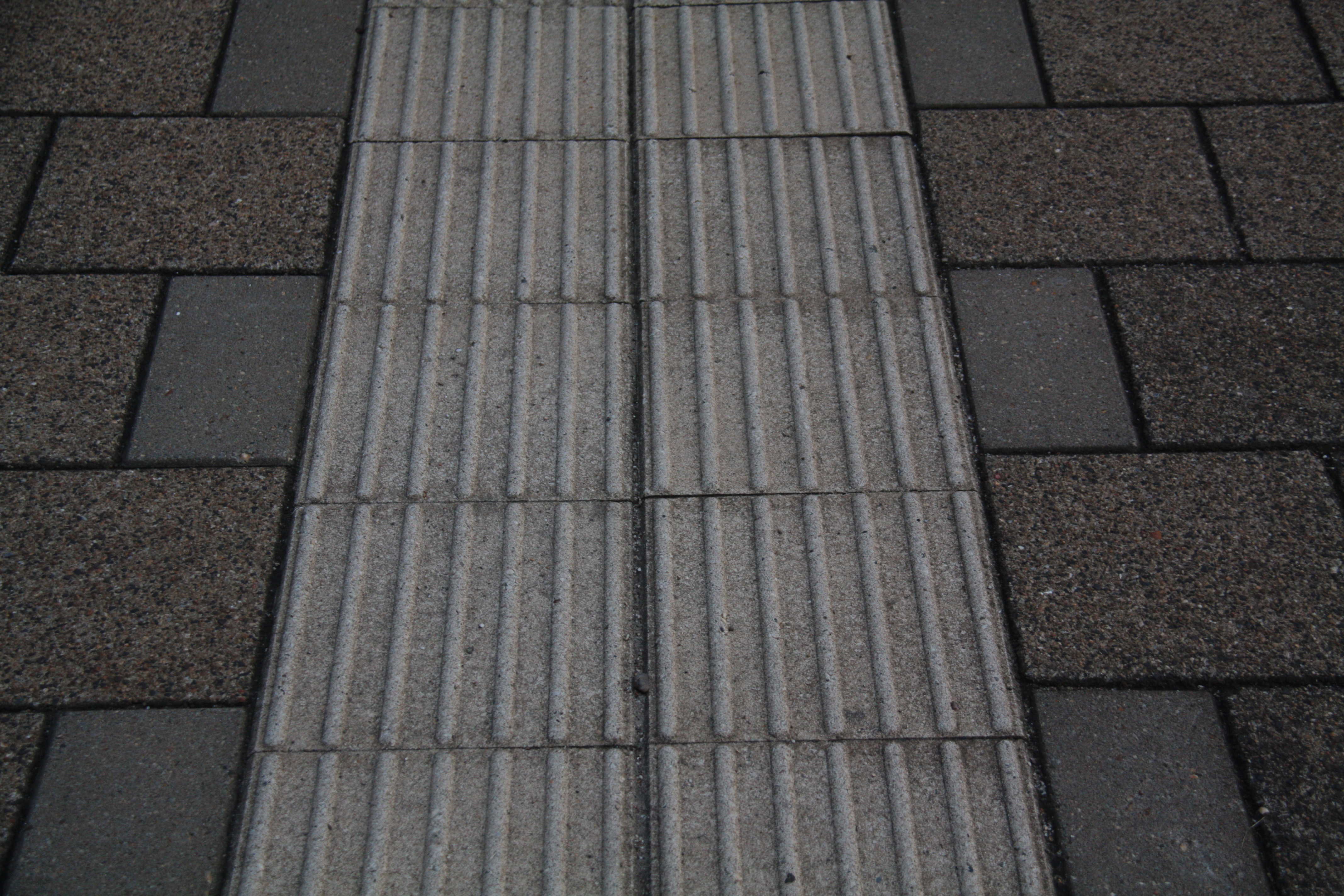
Een geleidelijn

Een geleidestrook, blindengeleidestrook, blindengeleidelijn of ribbelstrook is een speciaal aangelegde baan plaveisel met een afwijkende structuur die er toe dient om blinden en slechtzienden te helpen de juiste weg te volgen doordat zij zich hiermee kunnen oriënteren.
De strook wordt aangelegd met speciaal vervaardigde trottoirtegels met een geribbelde structuur. Deze tegels zijn van cement of rubber. De persoon die van de strook gebruikmaakt kan met de voeten alsmede met de blindegeleidestok voelen waar deze zich bevindt. De groeven in de tegels geven de richting van het voetpad aan. Tegels van cement worden regulier toegepast terwijl op plaatsen waar men meerdere kan op gaan of waar er sprake is van een kruising met een weg voor rubber wordt gekozen.
Geleidestroken zijn vaak te vinden op stations en in stadscentra waar oriëntatie van belang is. Op spoorwegstations lopen ze analoog aan de spoorbaan en worden standaard aangelegd op een afstand van minimaal vier normale stoeptegels van de perronrand zodat een visueel beperkt persoon precies weet waar het perron ophoudt.
In Vlaanderen zijn er richtlijnen voor rubbertegels en geleidelijnen bij bushaltes.